# Conostylis angustifolia
Conostylis angustifolia är en enhjärtbladig växtart som beskrevs av Stephen Donald Hopper. Conostylis angustifolia ingår i släktet Conostylis och familjen Haemodoraceae. Inga underarter finns listade.